# جون كامبل (سياسي كندي مواليد 1789)
جون كامبل هو فلاح وسياسي كندي، ولد في 1789، وتوفي في 9 أغسطس 1834. انتخب Member of the Legislative Assembly of Upper Canada ‏ (1830 – 1834).